# Harry Enfield

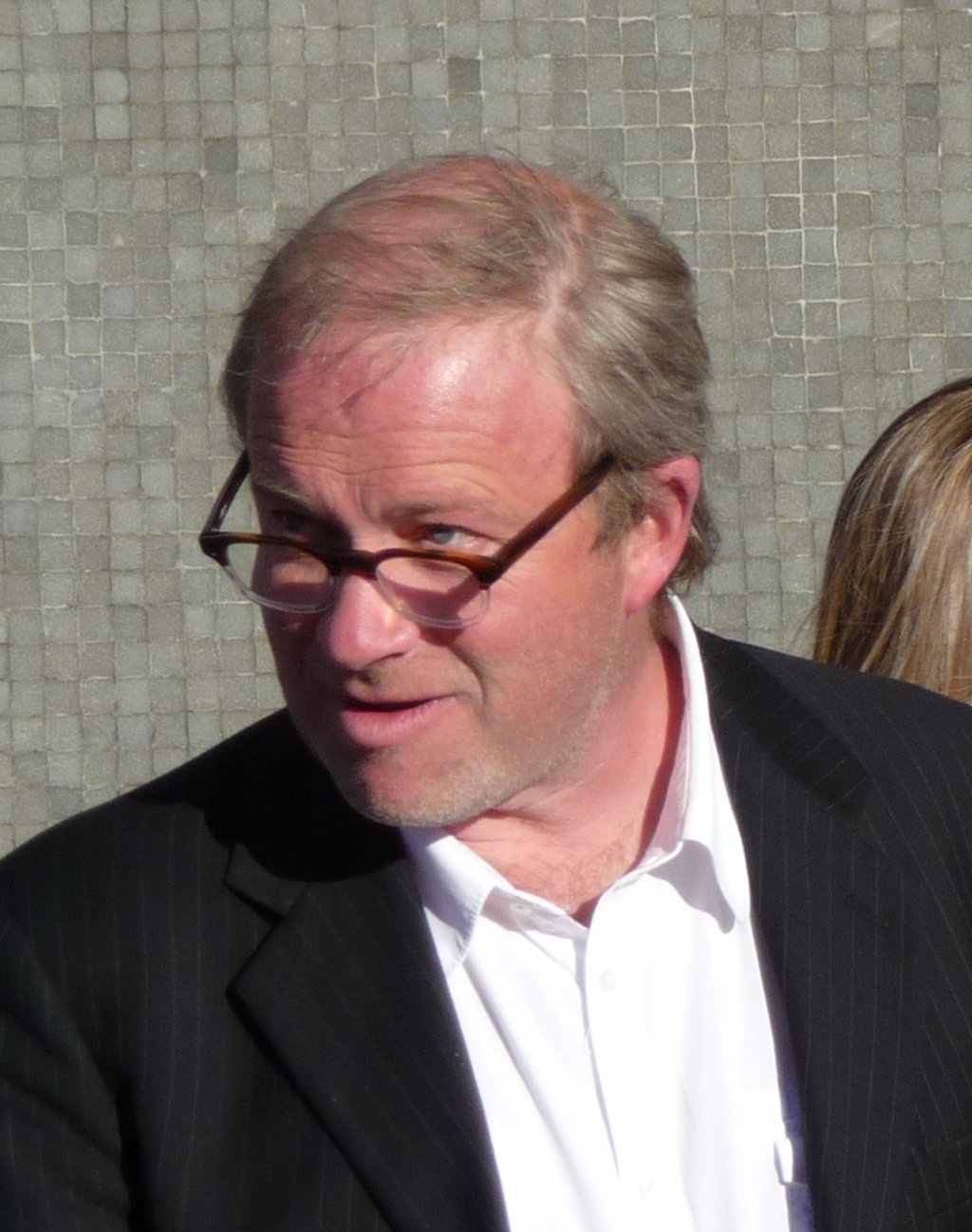
Enfield bei den BAFTA Awards 2009

Henry Richard „Harry“ Enfield (* 30. Mai 1961 in Horsham, West Sussex, England) ist ein britischer Comedian, Schauspieler, Drehbuchautor und Regisseur.

## Karriere
Enfield wurde in den späten 1980er und frühen 1990er Jahren mit seinen Rollen in britischen Sketchshows wie Saturday Live bekannt.
Gemeinsam mit Paul Whitehouse entwickelte er seine Figuren Stavros (einen griechischen Imbissstand-Besitzer aus London) und Loadsamoney (einen archetypischen Jungen aus dem Essex der 1980er Jahre zur Zeit des Thatcherismus); später wurde Whitehouse Enfields Sidekick Lance bei Saturday Live. Mit der gemeinsam mit Whitehouse, Charlie Higson und William Orbit geschriebenen Single Loadsamoney (Doin' Up The House) erreichte er 1988 die britischen Charts.
Im Jahr 2000 entstand die Komödie Kevin und Perry tun es, für die Enfield das Drehbuch schrieb und in der er neben Kathy Burke eine der Hauptrollen übernahm. Danach war für mehrere Jahre nur sporadisch in Fernsehshows und Filmen zu sehen.
Die Zusammenarbeit mit Whitehouse setzte sich in Harry Enfield's Television Programme fort, wo sie als DJ Mike Smash (Whitehouse) und Dave Nice (Enfield) das fiktive Duo Smashie and Nicey spielten, sowie in der BBC-Sketch-Serie Harry & Paul (auch: Ruddy Hell! It's Harry and Paul), die von 2007 bis 2012 zuerst auf BBC One und später auf BBC Two ausgestrahlt wurde.
Im August 2015 feierten beide ihr 25-jähriges Bühnenjubiläum, das mit der Sendung An Evening With Harry Enfield and Paul Whitehouse auf BBC Two gewürdigt wurde.

## Leben
Aus der 1997 geschlossenen Ehe mit Lucy Lyster gingen drei Kinder hervor. Zuvor hatte Enfield eine dreijährige Beziehung mit der Filmproduzentin Alison Owen.

## Filmografie (Auswahl)
Schauspieler
- 1985–1989: Spitting Image (Fernsehshow, Sprechrolle, 38 Episoden)
- 1986: Saturday Live (Fernsehshow)
- 1989: Norbert Smith, a Life (Fernsehfilm)
- 1990–1992: Harry Enfield's Television Programme (Fernsehshow, 13 Episoden)
- 1992: Men Behaving Badly (Fernsehserie, sechs Folgen)
- 1993: Bob’s Birthday (Kurzfilm, Sprechrolle)
- 1994–1997: Harry Enfield and Chums (Fernsehshow, 13 Episoden)
- 1994: Smashie and Nicey, the End of an Era (Fernsehfilm)
- 1998: Anwältinnen küsst man nicht (What Rats Won't Do)
- 2000: Kevin und Perry tun es (Kevin & Perry Go Large)
- 2004: Tooth
- 2004: Churchill: The Hollywood Years
- 2006: Agatha Christie’s Marple (Fernsehserie, Folge: Die Schattenhand)
- 2007–2009: Skins – Hautnah (Skins UK, Fernsehserie, 9 Episoden)
- 2007–2014: Ruddy Hell! It's Harry and Paul (Fernsehshow, 24 Episoden)
- 2008: Vicious Circle
- 2012: Acts of Godfrey
- 2013: Harry and Paul’s Magnificent Sporting Moments (Fernsehfilm)
- 2013–2014: Bad Education (Fernsehserie, 8 Episoden)
- 2014: Harry & Paul’s Story of the 2s (Fernsehfilm)
- 2015: Scottish Mussel
- 2015: The Bad Education Movie
- 2016: The Comic Strip Presents Redtop (Fernsehfilm)
- 2016: Swallows and Amazons
- 2016–2018 Upstart Crow (Fernsehserie, 19 Episoden)
- seit 2016: The Windsors (Fernsehserie)
- 2019: Island of Dreams (Fernsehfilm)
- 2019: How Europe Stole My Mum (Fernsehfilm)

Drehbuchautor
- 1986: Naked Video (Fernsehserie, 3 Episoden)
- 1989: Norbert Smith, a Life (Fernsehfilm)
- 1990–1992: Harry Enfield's Television Programme (Fernsehshow, 13 Episoden)
- 1994: Smashie and Nicey, the End of an Era (Fernsehfilm)
- 2000: Kevin und Perry tun es (Kevin & Perry Go Large)
- 2007–2014: Ruddy Hell! It's Harry and Paul (Fernsehshow, 23 Episoden)
- 2013: Harry and Paul’s Magnificent Sporting Moments (Fernsehfilm)
- 2014: Harry & Paul’s Story of the 2s (Fernsehfilm)

Regisseur
- 2008: Skins – Hautnah (Skins UK, Fernsehserie, 2 Episoden)
- 2012: Ruddy Hell! It’s Harry and Paul (Fernsehshow, 5 Episoden)

## Diskografie
- 1988: Harry Enfield – Loadsamoney (Doin’ Up The House) (Mercury Records)
- 2000: Kevin & Perry – Big Girl (Virgin Records)